# Bălteni, Iași
Bălteni este un sat în comuna Probota din județul Iași, Moldova, România. Este un sat în partea de est a județului Iași, în Câmpia Moldovei. Satul Bălteni a fost atestat documentar în anul 1613, în vremea domniei lui Radu Mihnea. Acest domn a dăruit credinciosului boier și vornic Nestor Ureche mai multe sate, printre care și Bălteni, pe Prut.

## Istoric
Satul este așezat în partea de nord a comunei Probota. A făcut parte, la început, din comuna Hermeziu, apoi, din anul 1887, din comuna Cârniceni. După desființarea comunei Cârniceni (1901), satul a fost arondat comunei Tiganași, iar din 1926, comunei Perieni. În 1933, satul revine din nou la comuna Hermeziu, până în 1942, când trece la comuna Probota, din care face parte și în prezent. De menționat este faptul că, între anii 1818-1824, populația satului Bălteni a fost decimată de o epidemie de ciumă, cunoscută și sub numele ,,Ciuma lui Caragea”, supraviețuind doar trei bătrâni și foarte puțini copii. În 1832, satul este domeniu domnesc, aparținând domnitorului Mihail Sturdza. Acesta a construit o fabrică de spirt pe care a dat-o în exploatare în 1836. Având nevoie de muncitori, domnitorul a adus robi, cărora li s-a dat denumirea de salahori.
În anul 1864, domnitorul Alexandru Ioan Cuza dă legea de reformă agrară, împroprietărind 79 de salahori ce lucrau pe moșia lui Mihail Sturdza. Fiecare clacaș a primit câte patru fălci de pământ: arabil, fâneață, imaș, bălți. Șase ani mai târziu, în 1870, o parte din moșia Sturdzeștilor a fost vândută lui Vintila Cicei – care stăpânea moșia Perieni.
În Marele Dicționar Geografic al României, redactat de George Ioan Lahovari (1898), se menționează: 
„Băltenii, sat ce aparține comunei Hermeziu, plasa Turia, judetul Iași, are o populație de 86 de familii sau 347 locuitori, are o biserică zidită din piatră la 1841, deservită de un preot și doi cântăreți și o velniță pentru fabricarea rachiului.”
În Dicționarul Geografic al județului Iași, întocmit de Al. Obrejia, se spune:
„Bălteni, sat ce aparține comunei Probota, este așezat pe o terasă joasă, în vestul luncii Prutului. Numele său este legat de pozitia geografică, lângă numeroasele bălți de altă dată sau poate de o baltă. Pe teritoriul satului au fost descoperite vestigii de cultura materială mezolitice, neolitice, atestată documentar din secolul al XVIII-lea, a cărei populație era, în 1912, de 400 locuitori, în 1930 - de 521 locuitori, în 1966 - de 745 locuitori, iar în 1977 - de 653 locuitori. Economia are caracter agricol și zootehnic, posedă cariere de gresii, unități de prestări servicii și comerciale.”
La începutul secolului al XX-lea, satul Bălteni se afla pe moșia ce aparținea Mariei Mehedinți, soția geografului Simion Mehedinți. Aceștia aveau o casă boierească (pe locul căreia s-a construit ferma zootehnică după colectivizare), unde locuiau vara pentru a supraveghea muncile agricole. Satul Bălteni a fost drum de trecere și pentru Costache Negruzzi spre mosia și conacul de la Hermeziu, atunci când își petrecea vacanțele împreună cu figuri remarcabile de la Junimea sau când organiza celebrele partide de vânătoare și pescuit.
Din 1962, școala Bălteni s-a transformat în școală generală, cu clasele I-VIII. Spațiul era insuficient, fiind compus din două săli de clasă, una tip Spiru Haret și o anexă (acestea din urmă au fost afectate considerabil de seismul din 1977). Timp de 2 ani s-au făcut cursuri și în locuințe închiriate de sat, construindu-se, în 1962-1963, încă două săli de clasă.

## Oamenii satului

### Slujitori ai școlii
La conducerea școlii, dupa plecarea familiei Ursachi Petru, au fost: prof. Zgardan Cecilia, prof. Andrieș Corneliu, inv. Movilescu Gheorghe, inv. Movilescu Gabriela, inv. Avram Ana Emanuela. Inv. Zamisnicu Elena.

### Slujitori ai bisericii
În decursul timpului, rugători pentru comunitate, din fața Sfântului Altar, au fost: Părintele Fillip ACHIȚEI, Părintele Vasile GHIMPU, Părintele Cornel ANCUȚĂ, Părintele Ioan PRALEA. În prezent, continuă această ascultare, Părintele Cristian TĂNASE.

## Biserica
Biserica din satul Bălteni cu hramul „Adormirea  Maicii  Domnului” a fost construită înainte de 1838 și sfințită în anul 1841 de catre P.S. Filaret Beldiman, cu binecuvântarea I.P.S. Mitropolit Veniamin Costache. Construcția este din cărămidă și piatră și este acoperită cu tablă. A fost împodobită cu cele necesare de Banul Ilie Anastasiu împreună cu soția sa Ecaterina. Construcția are formă de navă, cu altarul arcuit. Are o suprafață construită de 124  m.p. Atât în interior, cât și în exterior nu este împodobită cu pictura. În decursul anilor, biserica a avut mai multe reparații de întreținere. În anul 1957 i s-au adaugat șase contraforturi pentru consolidare în partea de răsărit.	

## Legături externe
- satulbalteni.blogspot.com - site oficial